# Arthur Rosson
Arthur Rosson (Londra, 24 agosto 1886 – Los Angeles, 17 giugno 1960) è stato un regista inglese che ha lavorato anche come attore, sceneggiatore e aiuto regista.

## Biografia
Iniziò a lavorare nel cinema nel 1912 come attore in un film della Vitagraph Company of America.
Nella sua carriera, diresse più di sessanta film e ne sceneggiò undici.
Lavorò come aiuto regia fin dagli anni del cinema muto. Il suo ultimo film da aiuto regista risale al 1960, con Il diavolo in calzoncini rosa, interpretato da Sophia Loren e diretto da George Cukor.
Arthur Rosson appartiene a una famiglia di cineasti: è fratello di Harold Rosson, un direttore della fotografia candidato agli Oscar, dell'attrice Helene Rosson e dell'attore e regista Richard Rosson.

## Filmografia

### Regista (parziale)
- A Successful Failure (1917)
- Her Father's Keeper (1917)
- The Man Who Made Good (1917)
- American - That's All (1917)
- Grafters (1917)
- Cassidy (1917)
- A Case at Law (1917)
- Douglas e gli avvoltoi del Sud (Headin' South), co-regia di Allan Dwan (1918)
- One Hundred Percent American - cortometraggio (1918)
- Married in Haste (1919)
- The Coming of the Law (1919)
- Sahara (1919)
- Il romanzo dell'infaticabile cavaliere (Rough-Riding Romance) (1919)
- A Splendid Hazard (1920)
- Il tesoro dell'antica regina (Always the Woman) (1922)
- The Fire Bride (1922)
- Garrison's Finish (1923)
- Derby d'amore (Little Johnny Jones), co-regia di Johnny Hines (1923)
- A Sweet Pickle (1925)
- You'd Be Surprised (1926)
- Wet Paint (1926)
- Hidden Gold (1932)

### Aiuto regia (parziale)
- Panthea, regia di Allan Dwan (1917)
- Douglas l'avventuriero dilettante (The Knickerbocker Buckaroo), regia di Albert Parker (1919)
- Il re dei re (The King of Kings), regia di Cecil B. DeMille (1927)
- Viva Villa!, regia di Jack Conway (1934)
- La conquista del West (The Plainsman), regia di Cecil B. DeMille (1936)
- I filibustieri (The Buccaneer), regia di Cecil B. DeMille (1938)
- La via dei giganti (Union Pacific), regia di Cecil B. DeMille (1939)
- La grande cavalcata (Kit Carson), regia di George B. Seitz (1940)
- Giubbe rosse (North West Mounted Police), regia di Cecil B. DeMille (1940)
- I cavalieri del cielo (I Wanted Wings), regia di Mitchell Leisen (1941)
- Colpo di fulmine (Ball of Fire), regia di Howard Hawks (1941)
- Vento selvaggio (Reap the Wild Wind), regia di Cecil B. DeMille (1942)
- Il fiume rosso (Red river), regia di Howard Hawks (1948)
- Il diavolo in calzoncini rosa (Heller in Pink Tights), regia di George Cukor (1960)

### Sceneggiatore (Parziale)
- The Picket Guard, regia di Allan Dwan (1913)
- The Coming of the Law, regia di Arthur Rosson (1919)
- Always the Woman, regia di Arthur Rosson  (1922)

### Attore
- A Cure for Pokeritis, regia di Laurence Trimble - cortometraggio (1912)
- The Great Diamond Robbery - cortometraggio (1912)
- The Spirit of the Flag, regia di Allan Dwan (1913)
- The Mystery of Yellow Aster Mine, regia di Frank Borzage (1913)
- The Gratitude of Wanda, regia di Wallace Reid (1913)
- Criminals, regia di Allan Dwan (1913)
- The Lie, regia di Allan Dwan (1914)